# Neohahnia sylviae
Neohahnia sylviae là một loài nhện trong họ Hahniidae.
Loài này thuộc chi Neohahnia. Neohahnia sylviae được Cândido Firmino de Mello-Leitão miêu tả năm 1917.